# The Oa Church

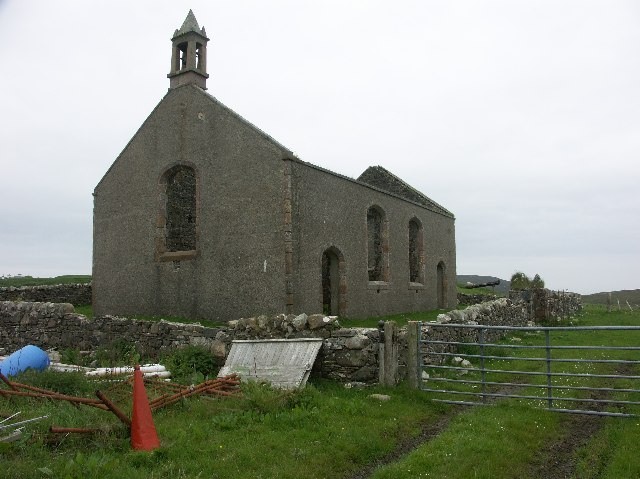
Ruinen der Oa Church

The Oa Church, auch Oa Parish Church, ist ein heute in Ruinen liegendes Kirchengebäude auf der schottischen Hebrideninsel Islay. Die Kirchenruine befindet sich auf der Halbinsel Oa in der zu der Streusiedlung Coillabus gehörenden Siedlung Risabus. Sie ist in den schottischen Denkmallisten in der Kategorie C eingeordnet.

## Geschichte
Mit der Mechtan’s Church in Kilnaughton existierte ein Kirchengebäude unbekannten Datums auf der Halbinsel Oa, das zum Parish Kildalton gehörte. Kildalton Chapel diente als Hauptkirche des Parish. Im Jahre 1651 wurde der Bau einer neuen Kirche bei Lagavulin beschlossen, welche die beiden Kirchen ersetzen sollte. Deren Bau wurde gegen Ende des 17. Jahrhunderts abgeschlossen. 1828 stellte der Architekt Thomas Telford die neue Oa Church fertig, welche später als Hauptkirche des 1849 eingerichteten Parish Oa diente. Seit wann die Kirche nicht mehr verwendet wird, ist nicht ersichtlich.
Die Oa Church wurde 2010 in das Register gefährdeter denkmalgeschützter Bauwerke in Schottland aufgenommen. Sie ist als Ruine bei gleichzeitig hoher Gefährdung eingestuft.

## Beschreibung
Das Dach der länglichen Kirche ist nicht mehr vorhanden ist. Die Außenmauern sind hingegen noch weitgehend intakt. Diese sind in der traditionellen Harling-Technik verputzt und schlossen einst mit einem Satteldach ab. Am Nordwestende sitzt ein kleiner Glockenturm auf, der mit einer steinernen Spitze abschließt. In den Nord-, Süd- und Ostmauern sind insgesamt drei Bogenfenster, an der Westseite zwei Bogenfenster vorhanden. Das Gebäude kann durch zwei Eingänge aus westlicher Richtung betreten werden. Der Boden der Ruine ist heute grasbewachsen. Wahrscheinlich gehörte das alte Pfarrhaus in Coillabus zu dieser Kirche.